# IAR 46
Lo IAR 46 è un  monomotore da turismo leggero ad ala bassa prodotto dall'azienda rumena Industria Aeronautică Română (IAR) negli anni novanta.
Sviluppato dall'aliante ICA IS-28, ne risulta essere una variante caratterizzata da una diversa ala ed equipaggiata con un motore aeronautico Rotax 912.